# Coria
Coria ist eine historisch bedeutsame westspanische Stadt und eine Gemeinde (municipio) mit 12.114 Einwohnern (Stand: 2024) in der Provinz Cáceres in der autonomen Region Extremadura. Die Stadt ist seit dem Jahr 1152 Bischofssitz. Das alte Ortszentrum wurde im Jahr 1993 als Kulturgut (Bien de Interés Cultural) in der Kategorie Conjunto histórico-artístico eingestuft.

## Lage und Klima
Die Stadt Coria liegt auf einem strategisch bedeutsamen Hügel oberhalb des Río Alagón in einer Höhe von ca. 260 bis 280 m. Die Stadt Plasencia befindet sich etwa 37 km (Fahrtstrecke) östlich und die Provinzhauptstadt Cáceres liegt ca. 74 km südlich. Das Klima ist eher trocken und warm; Regen (ca. 520 mm/Jahr) fällt nahezu ausnahmslos in den Herbst- und Wintermonaten.

## Bevölkerungsentwicklung
| Jahr      | 1857  | 1900  | 1950  | 2000   | 2021   |
| Einwohner | 1.635 | 3.142 | 5.368 | 12.540 | 12.330 |

Der Anstieg der Einwohnerzahl des Ortes ist im Wesentlichen auf die Zuwanderung von ehemaligen, von der Mechanisierung der Landwirtschaft betroffenen Landarbeitern und Kleinbauern zurückzuführen.

## Wirtschaft
Bereits im Mittelalter bildeten Landwirtschaft und Viehzucht die Existenzgrundlagen für eine weitgehend sich selbst versorgende Bevölkerung. Daneben diente die Kleinstadt in hohem Maße als Handwerks- und Handelszentrum für die umliegenden Dörfer. Inzwischen wurden zwei Gewerbezonen (polígonos industriales) ausgewiesen, in welchen sich Kleinunternehmen angesiedelt haben; daneben fungiert die Kleinstadt als Gesundheits-, Ausbildungs-, Verwaltungs- und Dienstleistungszentrum der Comarca Vegas de Alagón.

## Geschichte
Die Ufer des Río Alagón waren bereits in der Vor- und Frühgeschichte Durchgangs- und Jagdgebiet von Menschen und Tieren. Der erste auf dem Hügel siedelnde und namentlich bekannte Volksstamm waren die Vettonen, die den Ort Caura nannten und im 2. und. 1. Jahrhundert v. Chr. von den Römern unterworfen wurden. Auf Befehl des Konsuls Quintus Caecilius Metellus Pius wurde die Siedlung in Castrum Caecilium Cauriensis oder kurz Caurium umbenannt; sie gehörte zur Provinz Lusitania. Bereits unter den Westgoten war die Stadt Bischofssitz, doch bereiteten die muslimischen Invasoren, die den Ort in Qüriya umbenannten, dem ein Ende.

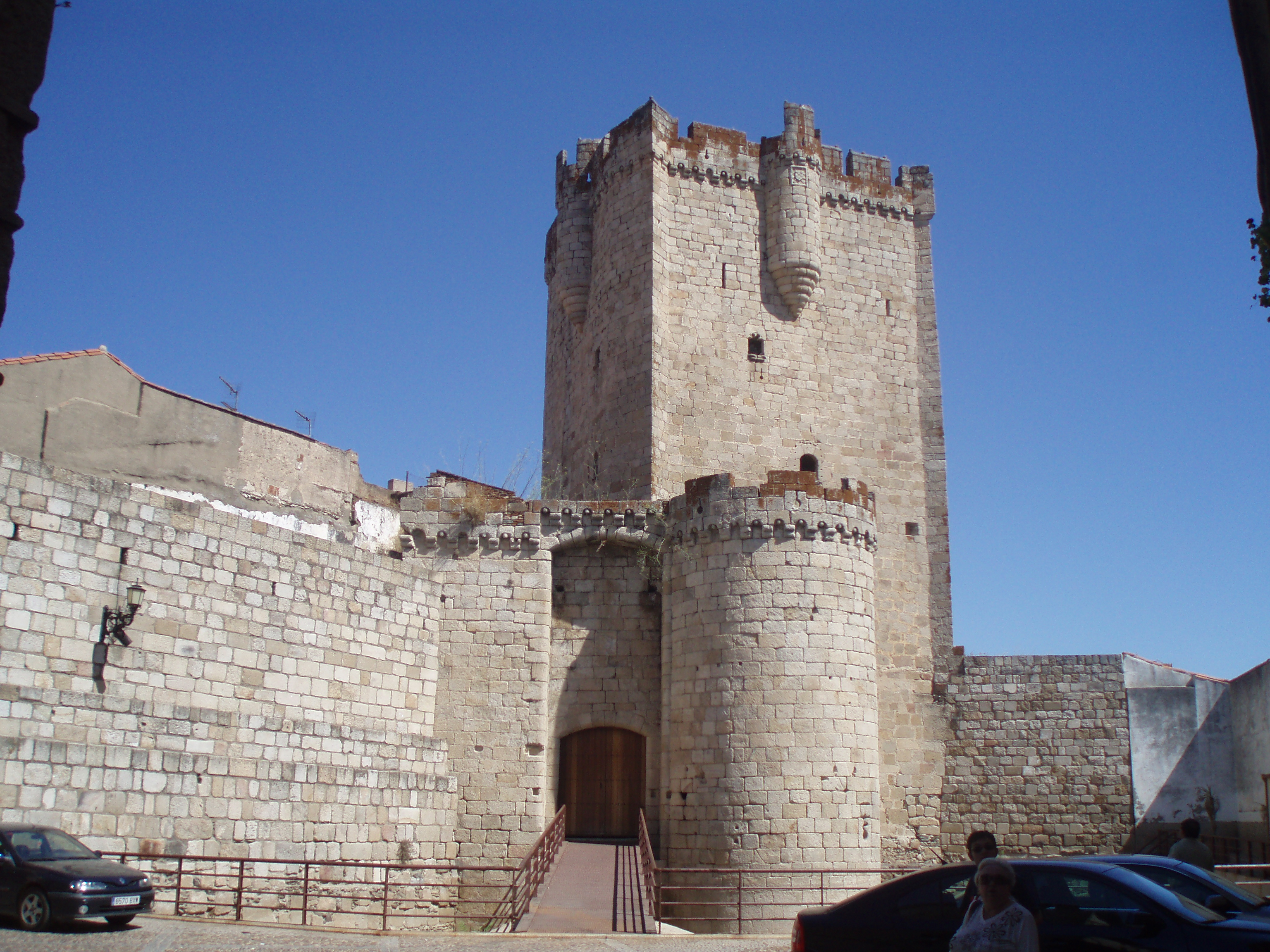
Burg (castillo)

König Alfons VI. von León eroberte den Ort im Jahr 1079 zurück, doch fiel er um 1113 zeitweise wieder in die Hände der berberischen Almoraviden. Eine erneute christliche Rückeroberung (reconquista) erfolgte im Jahr 1142 unter Alfons VII. Zu dieser Zeit beschrieb der maurische Geograph Al-Idrisi († 1166) die Gegend als fruchtbar (Trauben und Feigen) und die Festungsmauern als stark. Der strategisch bedeutsame Ort wurde 1174 und um 1190 erneut von den Mauren (Almohaden) zurückerobert, ehe er um 1200 endgültig an Kastilien fiel. Im Mittelalter wechselte die Stadt noch mehrfach der Grundherrn (señor), bis sie schließlich an das Haus der Herzöge von Alba kam.
Am 1. November 1755 verursachte das Erdbeben von Lissabon auch in Coria schwere Schäden – der Lauf des Río Alagón verlagerte sich um mehrere hundert Meter und die Turmspitze der Kathedrale stürzte ein; viele Menschen starben und zahlreiche Häuser wurden beschädigt.

## Sehenswürdigkeiten
- Die Geschichte der nahezu vollständig erhaltenen Stadtmauern (murallas) von Coria reicht bis in die spätrömische Zeit zurück, doch stammt ihr heutiger Zustand weitgehend aus dem Spätmittelalter.
- Die Burg (castillo) mit ihrem auf quadratischen Grundriss erbauten ca. 30 m hohen Bergfried (torre de homenaje) wurde in den Jahren 1472–78 auf Befehl der Herzöge von Alba erbaut.

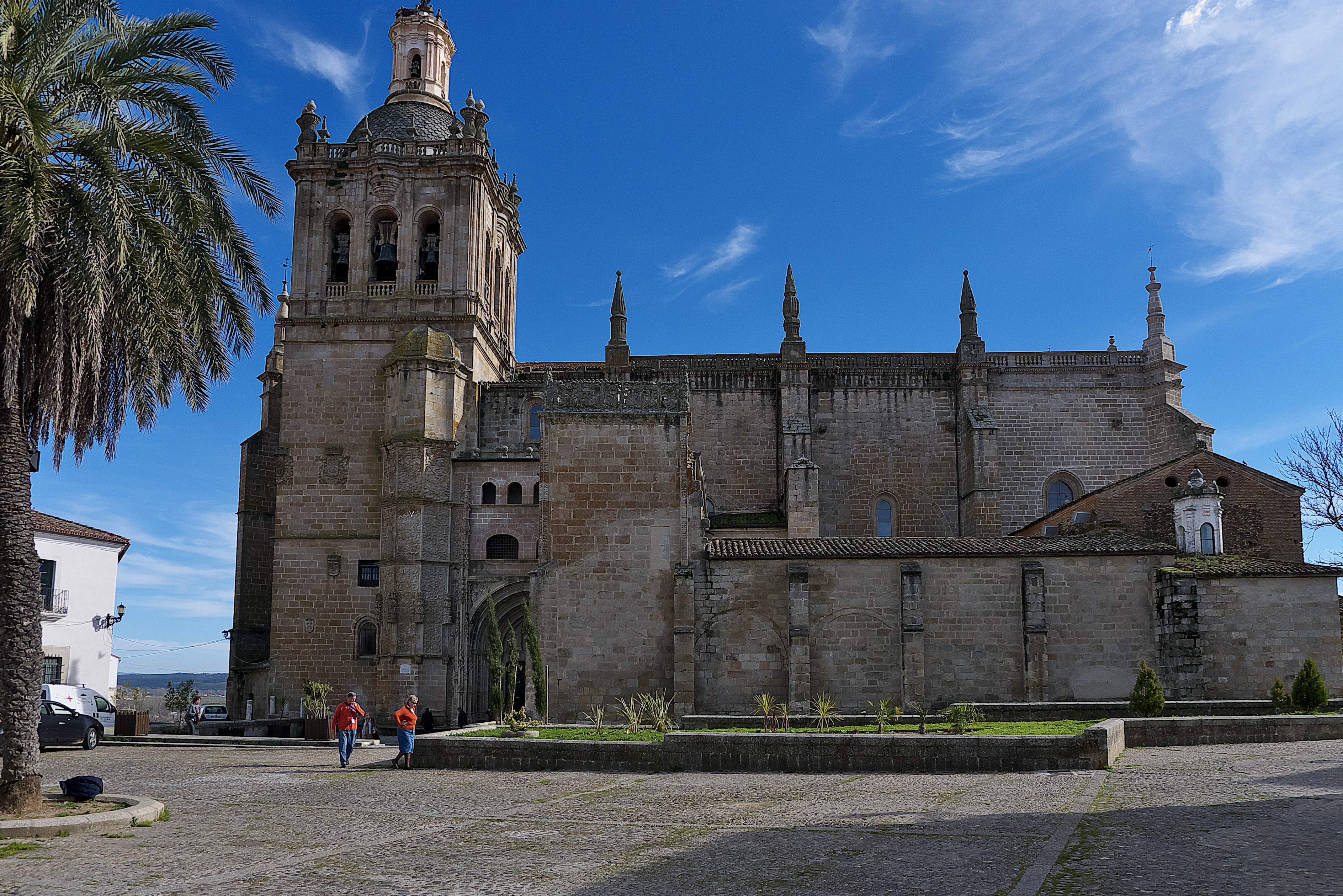
Kathedrale

- Die einschiffige Kathedrale Santa María de la Asunción ersetzte im 15. Jahrhundert einen Vorgängerbau, dessen schlichter Kreuzgang (claustro) sich noch erhalten hat, doch stammt ihr heutiges Erscheinungsbild weitgehend aus dem 16. und 17. Jahrhundert. Das beschädigte Obergeschoss des Glockenturms (campanario) mitsamt Kuppel und Laterne wurde noch im 18. Jahrhundert unter der Leitung des Architekten Manuel de Lara Churriguera erneuert. Der apsislose Bau verfügt über zwei Portale – ein spätgotisches Nordportal mit späteren seitlichen Hinzufügungen und ein kleineres platereskes Doppelportal im Westen mit Szenen aus dem Umfeld der Geburt Christi. Das Kirchenschiff hat keine Seitenkapellen und wird von einem spätgotischen Sterngewölbe bedeckt. Die Ausstattung zählt zum üppigsten, was eine spanische Kathedrale zu bieten hat – es finden sich barocke Schnitzaltäre und Grabmäler ebenso wie eine Fülle von Statuen und Gemälden. Für Mitteleuropäer überraschend ist der große Binnenchor (coro), der einen Großteil des Kirchenschiffs einnimmt und vielen Gläubigen den Blick auf das Geschehen am Altar unmöglich macht; in ihm befindet sich ein sehenswertes spätgotisches Chorgestühl (sillería).[5][6]
- Das Kathedralmuseum befindet sich im ehemaligen Kreuzgang – hier wird u. a. die Tischdecke des Abendmahls Jesu gezeigt.[7]

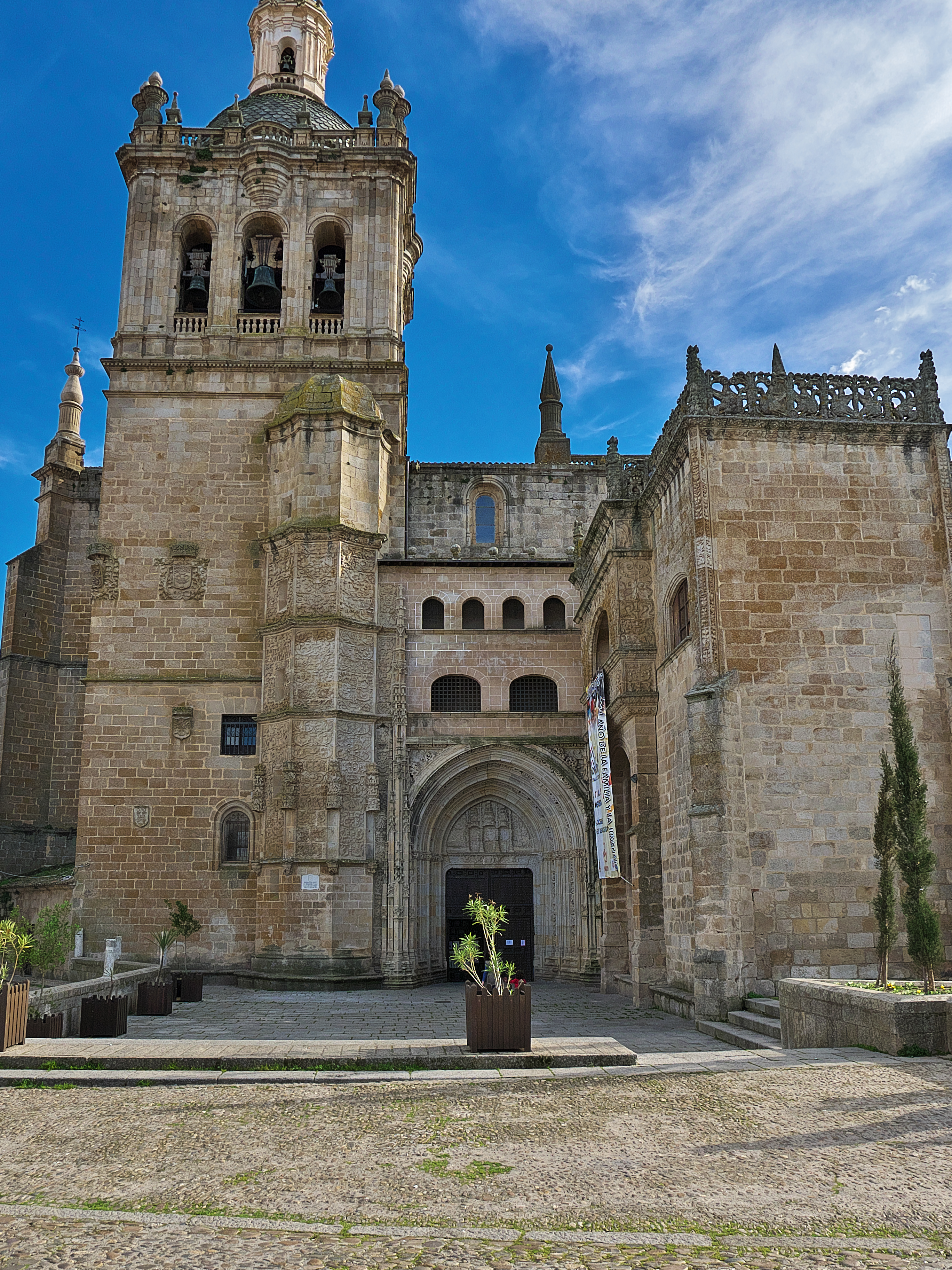
Glockenturm und Nordportal
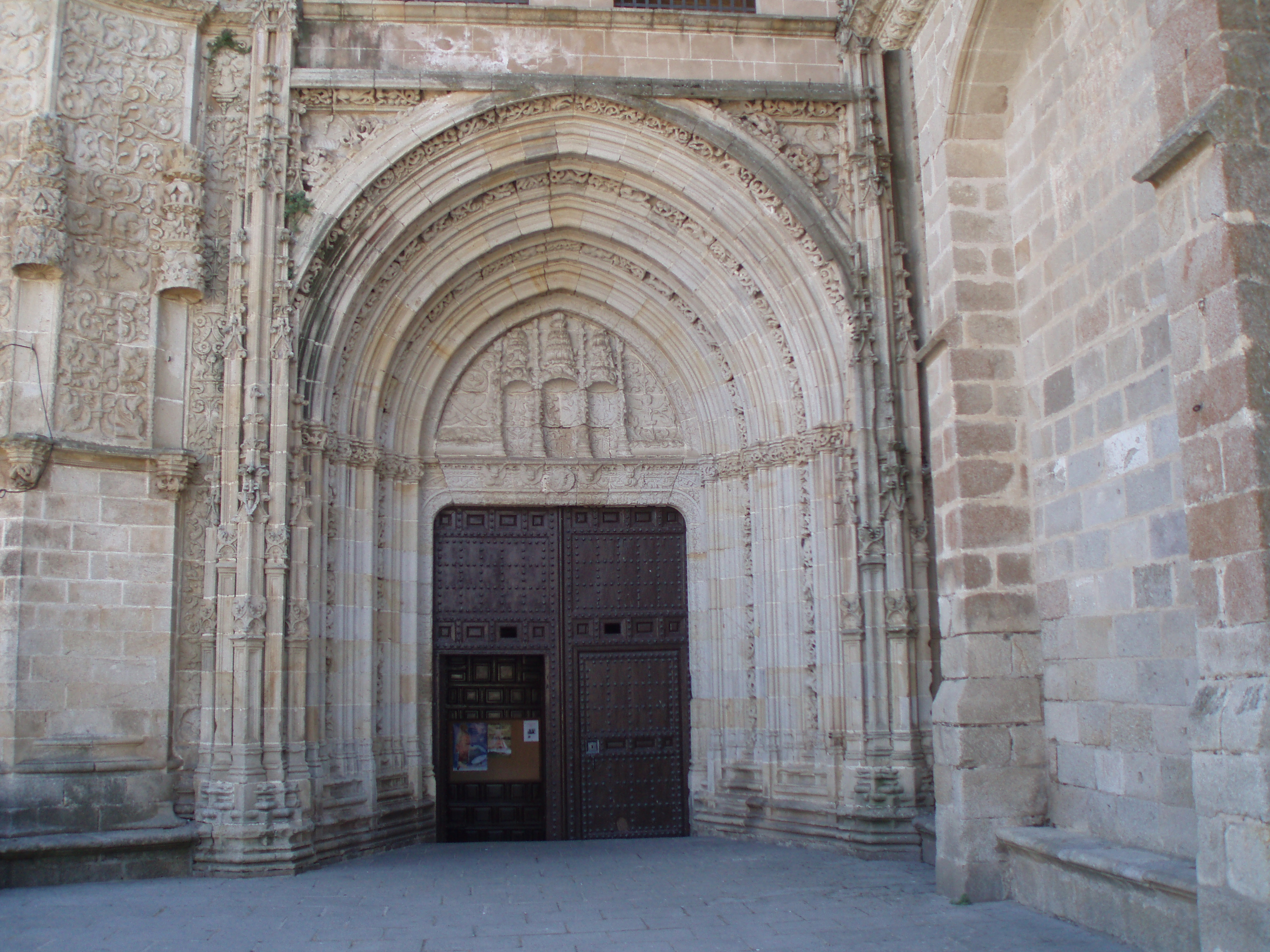
Nordportal
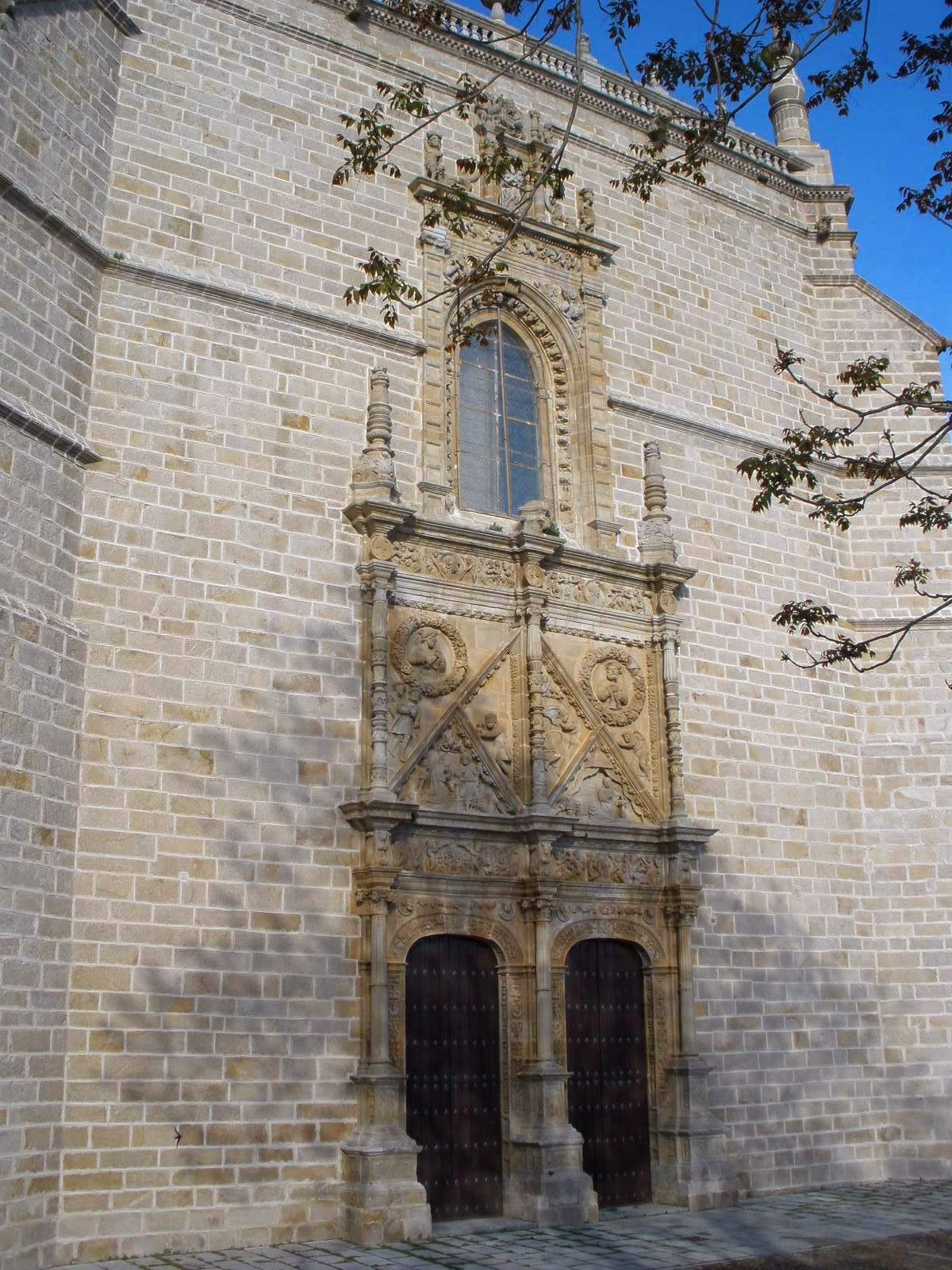
Westfassade
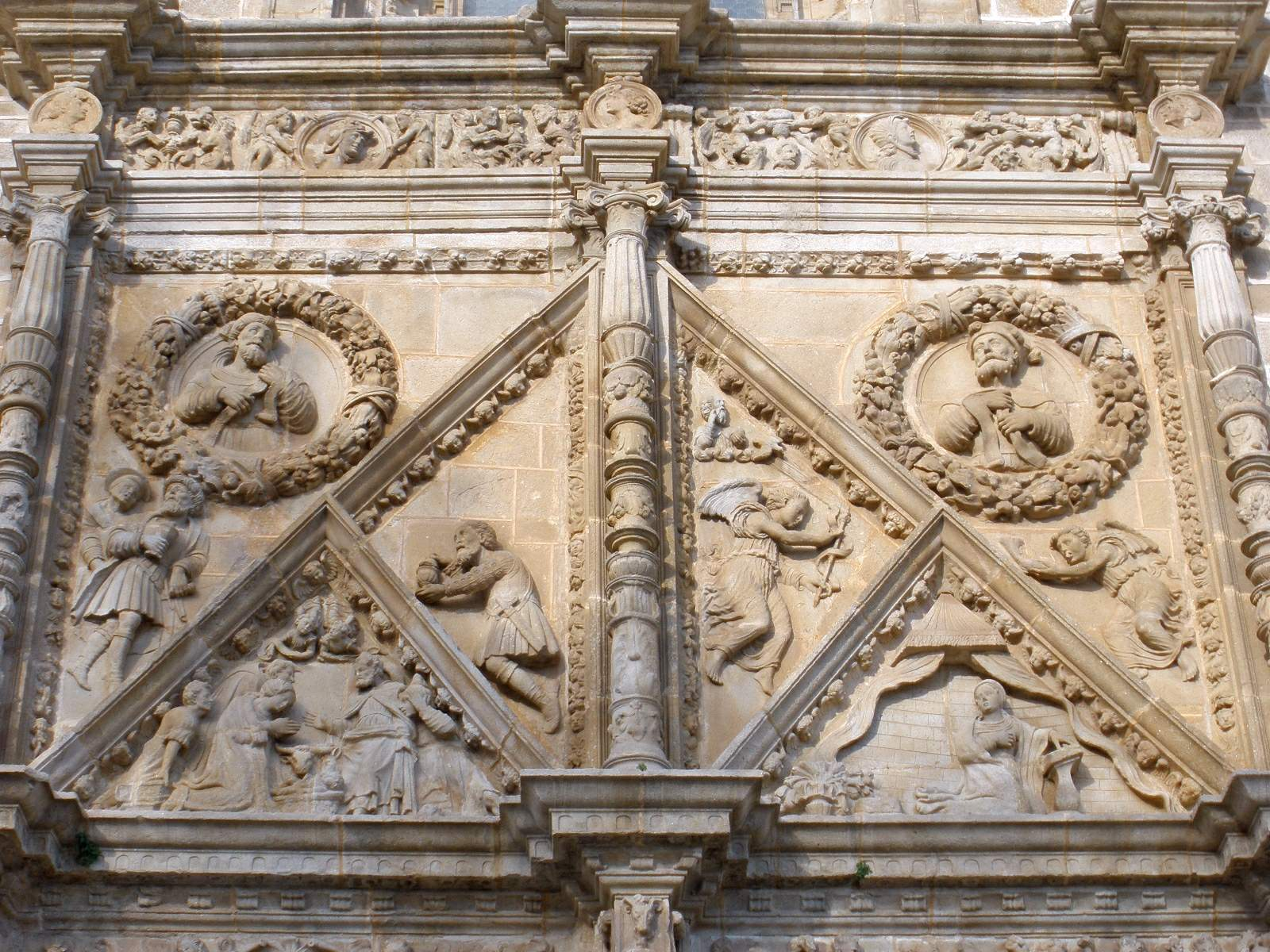
Westportal (Detail)
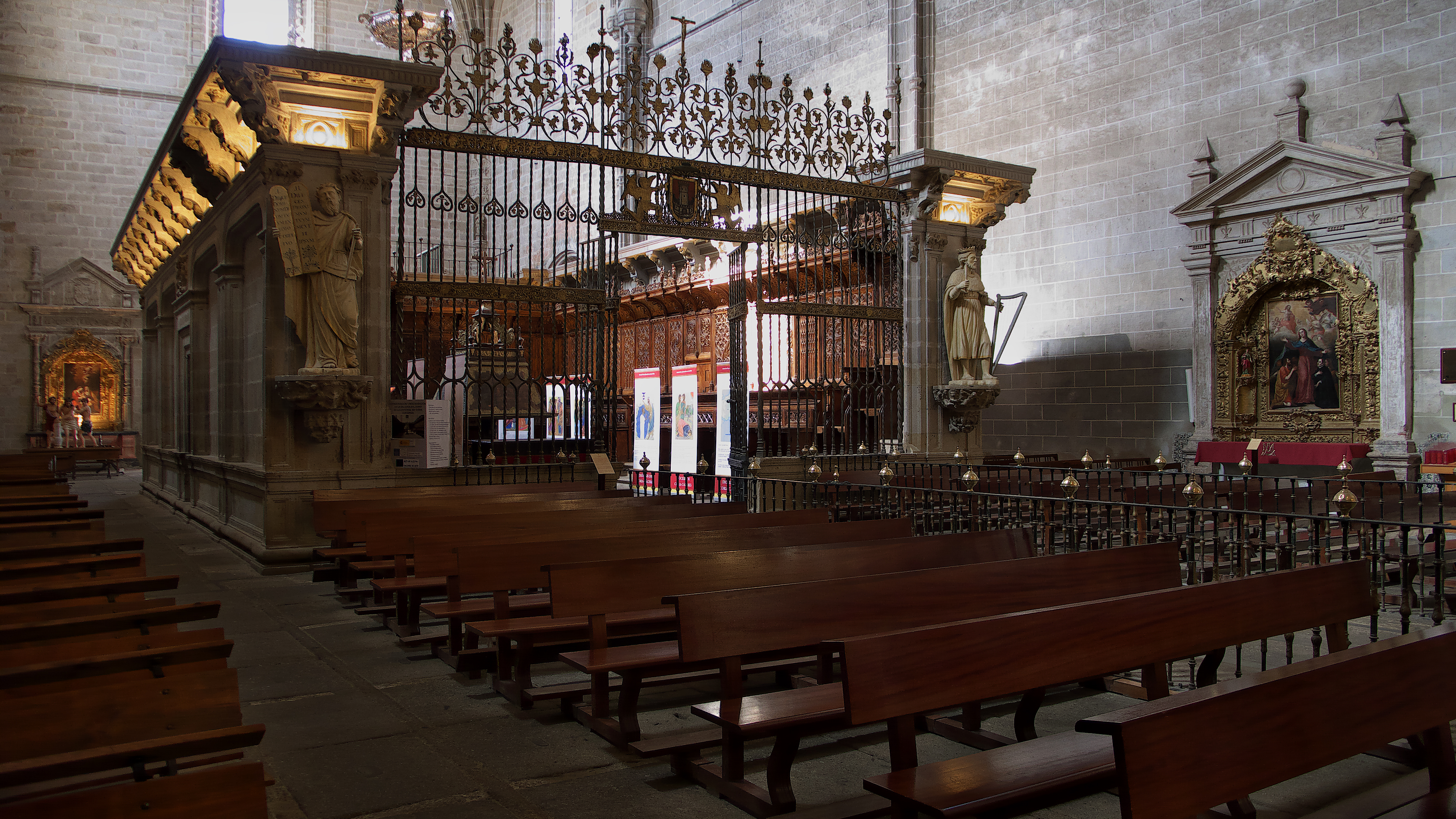
Binnenchor (coro)
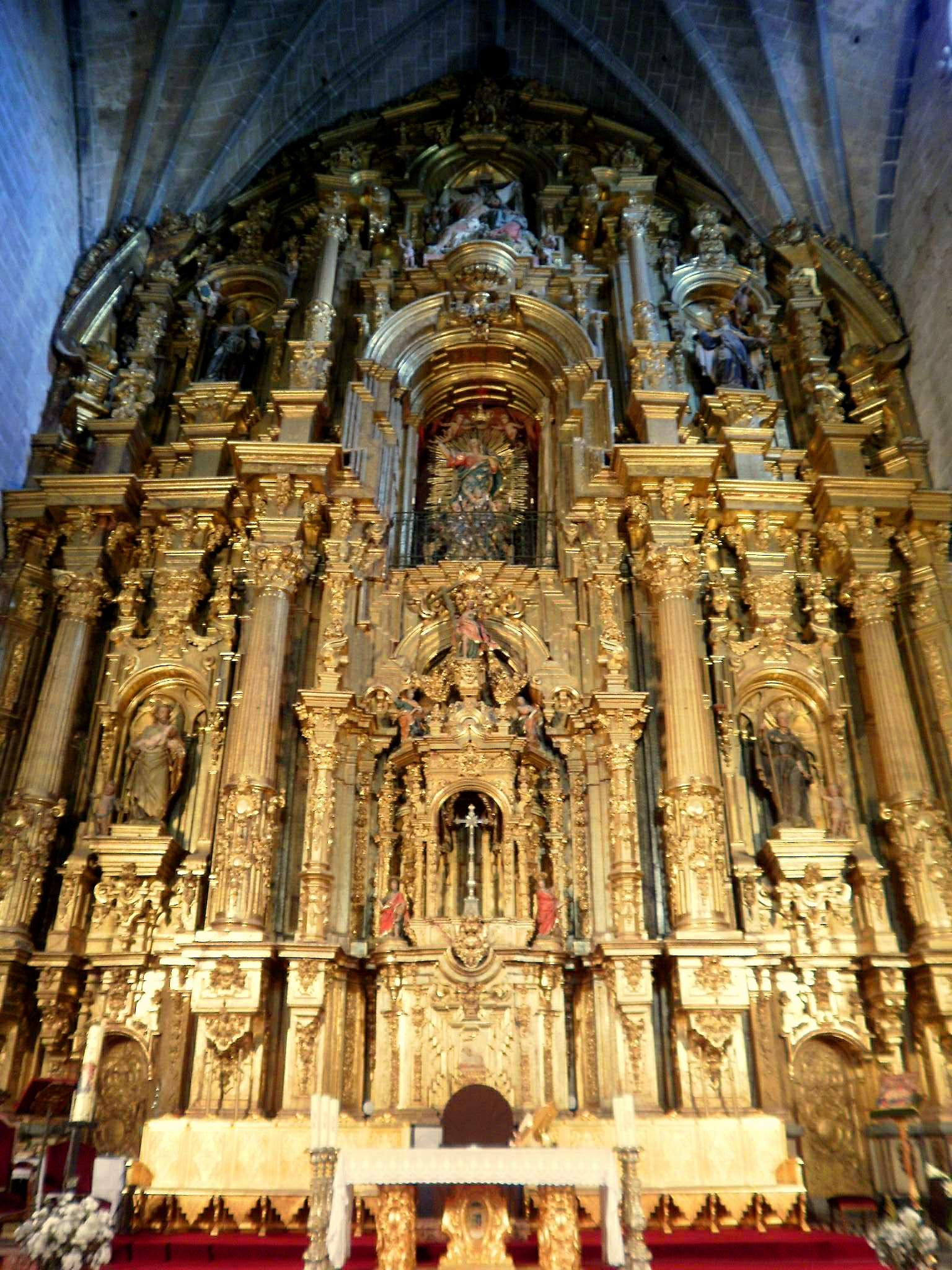
Hauptaltar

- Der langgestreckte Bischofspalast (palacio episcopal) hat ein sehenswertes Portal mit einem steinernen Bischofswappen; das Obergeschoss ist mit Balkonfenstern versehen. Der Bau dient heute als Hotel.
- Der örtliche Franziskanerinnenkonvent (Convento de la Madre de Dios) wurde bereits im 13. Jahrhundert gegründet; die heutigen Bauten stammen jedoch aus dem 14. bis 16. Jahrhundert und ihre Ausstattung ist barock. Sehenswert ist der Renaissance-Kreuzgang, in welchem ein kleines Museum mit Bildern und Figuren untergebracht ist – darunter auch ein Werk Pedro Machucas.
- Die Iglesia de Santiago hat einen spätbarocken Glockengiebel (espadaña); er ist ebenfalls ein Werk Manuel de Lara Churrigueras.
- Weitere Bauten sind das Gefängnis (carcel real), das Rathaus (ayuntamiento) an der Plaza Mayor, der Palast der Herzöge von Alba, eine mittelalterliche Brücke, das Hospital San Nicolas de Bari u. v. a.

Umgebung
- Die vergleichsweise große Einsiedlerkirche (Ermita de Nuestra Señora de Argeme) steht am Ortsrand des etwa 5 km östlich gelegenen Ortsteils Puebla de Argeme und stammt aus dem 17. Jahrhundert; ihr spätbarockes Altarretabel (retablo) ist ein Werk des 18. Jahrhunderts. Die Statue der Virgen de Argeme wird einmal jährlich während einer Prozession durch die Straßen des Ortes getragen.